# ماريوس فيلش
ماريوس فيلش (بالألمانية: Marius Willsch)‏ هو لاعب كرة قدم ألماني في مركز الوسط، ولد في 18 مارس 1991 في باساو في ألمانيا. لعب مع ميونخ 1860 ونادي أونترهاخينغ ونادي ساربروكن.

## وصلات خارجية
- ماريوس فيلش على موقع قاعدة بيانات كرة القدم.إي يو (الإنجليزية)
- ماريوس فيلش على موقع بيانات كرة القدم. دي إي (الألمانية)
- ماريوس فيلش على موقع Soccerway.com (الإنجليزية)
- ماريوس فيلش على موقع عالم كرة القدم.نت (الإنجليزية)